# The Beijing News
The Beijing News é um jornal de propriedade do Partido Comunista Chinês com sede em Pequim. O nome chinês do jornal é Xīn Jīng Bào (chinês: 新京报), que significa "New Beijing News", que é uma referência à extinta Gazeta de Pequim (chinês tradicional: 京報, chinês simplificado: 京报, lit. ‘Beijing News’).
O número de série das publicações chinesas do jornal é CN11-0245.

## História
O Beijing News começou a ser publicado em 11 de novembro de 2003 por uma joint venture da Guangming Daily Press e Nanfang Media Group (também transliterado como "Southern Newspaper Group" ou Southern Daily Press Group), ambos de propriedade da subcomitês do Partido Comunista Chinês, o partido no poder da China desde 1949. O Guangming Daily Press era propriedade do Comitê Central enquanto o Nanfang Media Group era propriedade do comitê provincial de Guangdong do Partido. Inicialmente, a equipe do Nanfang Media Group dominou a operação diária do jornal, transformando o The Beijing News em um dos jornais mais influentes de Pequim.
De acordo com o Dr. Jonathan Hassid, professor assistente (de 2015 a 2018) da Iowa State University, as duas editoras tiveram dificuldades diferentes em seus negócios editoriais. O Guangming Daily tinha uma valiosa posição administrativa de nível central, mas era o editor principal mais pobre do país, enquanto a "Nanfang" tinha dinheiro para investir, mas sua posição administrativa estava restringindo o editor a obter um novo número de publicação ou expandir-se para fora de sua província natal, Guangdong. De acordo com outro artigo da Comissão Executiva do Congresso sobre a China, "o Guangming Daily segue consistentemente a linha do Partido, enquanto o Southern Daily Press Group's [sic] publicações tendem a ser mais comercialmente orientadas e dispostas a testar os censores chineses ".
Em 2005, funcionários e leitores online protestaram contra a demissão dos editores do jornal.
Em julho de 2011, o jornal desafiou a proibição de relatar a colisão de trem em Wenzhou. No entanto, no mesmo mês, o jornal descartou 9 páginas de reportagens especiais.
Em 1 de setembro de 2011, o jornal foi adquirido pelo Departamento de Publicidade do Comitê municipal de Pequim do Partido Comunista Chinês [zh].
Em 2013, foi relatado que Dai Zigeng, um editor do jornal, havia renunciado verbalmente devido à pressão política das autoridades de propaganda.
Em 2014, foi relatado que o Departamento de Publicidade havia adquirido os 49% restantes da participação do Nanfang Media Group. De acordo com o South China Morning Post, um jornal inglês de Hong Kong, o público em geral temia que o Beijing News se transformasse em um "porta-voz de propaganda". Em fevereiro de 2014, o The Beijing News fez uma cobertura noticiosa sobre a possível corrupção do filho de Zhou Yongkang, mas o artigo foi retirado do site do jornal.
Em 2018, a fusão dos jornais The Beijing News, o  zh e o site de notícias qianlong.com (千龙网) foi anunciado. O Beijing Morning Post encerrou a publicação no mesmo ano.